# NGC 846
NGC 846 (również NGC 847, PGC 8430 lub UGC 1688) – galaktyka spiralna z poprzeczką (SBab), znajdująca się w gwiazdozbiorze Andromedy. Odkrył ją Édouard Jean-Marie Stephan 22 listopada 1876 roku. Niezależnie odkrył ją Lewis A. Swift 30 listopada 1885 roku, jego obserwacja została skatalogowana jako NGC 847.
W galaktyce tej zaobserwowano dwie supernowe SN 2003ja i SN 2009fu.